# Guerra al terrorismo
L'espressione guerra al terrorismo (in inglese, war on terror o global war on terrorism) è uno slogan politico usato dall'amministrazione statunitense Bush e dai media occidentali per riferirsi a una serie di operazioni militari internazionali iniziate dopo gli attacchi terroristici dell'11 settembre 2001 negli Stati Uniti. Gli Stati Uniti guidarono una coalizione di Paesi NATO e non-NATO in un'operazione militare diretta contro "le nazioni, organizzazioni o persone" accusate di aver "pianificato, autorizzato, commesso o aiutato" gli attentati dell'11 settembre.
Il presidente degli USA George W. Bush usò l'espressione "guerra al terrore" per la prima volta il 20 settembre 2001. Da allora, l'amministrazione Bush e i media occidentali hanno usato il termine per identificare una lotta globale di natura militare, politica, legale ed ideologica nei confronti sia di organizzazioni classificate come terroriste, sia di alcuni Stati accusati di sostenerle o percepiti come una minaccia per la sicurezza degli Stati Uniti e dei loro alleati, in particolare con riferimento al contrasto dei terroristi islamisti di al-Qāʿida e dei governi talebano in Afghanistan e baathista in Iraq.
L'espressione è stata abbandonata nel 2009 dall'amministrazione Obama, che ha preferito riferirsi all'insieme delle operazioni, anche militari, di antiterrorismo con espressioni come "operazioni d'oltremare" (in inglese, overseas contingency operations) e "contrasto all'estremismo violento" (in inglese, countering violent extremism).

## Storia
NATO
     Trans-Saharan Counterterrorism Initiative
     Operazioni militari principali (Afghanistan • Pakistan • Iraq • Somalia • Yemen)
     Altri alleati degli Stati Uniti coinvolti in operazioni militari
Varie organizzazioni di militanti, effettuarono attacchi contro gli Stati Uniti e, seppur dapprima in misura minore, contro i loro alleati a partire dagli ultimi anni del XX secolo; tra i primi ricordiamo l'attentato alla discoteca di Berlino del 1986, seguito dall'attentato al World Trade Center del 1993. Negli attacchi successivi vennero colpiti altri obiettivi: nel 1996 ad esempio toccò alle Khobar Towers in Arabia Saudita.
Nell'insieme delle varie organizzazioni terroristiche un ruolo di primo piano lo assunse al-Qāʿida guidata da Osama Bin Laden, un fondamentalista islamico, che formò in Afghanistan, che era governato dal regime islamico estremista dei Talebani fin dal 1996, una fitta rete terroristica. A seguito degli attentati alle ambasciate statunitensi del 1998 in Kenya e Tanzania, il Presidente Bill Clinton promosse l'Operazione Infinite Reach, una campagna in Sudan e in Afghanistan contro bersagli che erano stati identificati dagli Stati Uniti come alleati di al-Qāʿida. L'operazione tuttavia non riuscì ad eliminare i leader di al-Qāʿida o gli alleati Talebani, ed il 23 febbraio dello stesso anno il Fronte Islamico Mondiale diffuse un documento intitolato "Jihad contro i Giudei e i Crociati" dove venivano descritte le azioni americane come contrarie all'"ordine di Allah". Nel 2000 venne tentato un attacco all'aeroporto internazionale di Los Angeles, me nell'ottobre dello stesso anno avvenne l'attentato allo USS Cole, un cacciatorpediniere in servizio nello Yemen.
La svolta però avvenne con gli attentati dell'11 settembre. L'entità delle conseguenze degli attentati dell'11 settembre 2001 negli USA, le diverse migliaia di morti e la distruzione completa delle due Torri Gemelle e di alcuni edifici minori appartenenti al complesso del World Trade Center, hanno spinto Bush a considerare quella contro il terrorismo come una vera e propria guerra: nel suo discorso tenuto sul luogo dell'attentato, pochi giorni dopo la tragedia, lo stesso Presidente statunitense annunciava una lunga e difficile "guerra" al terrorismo internazionale che si sarebbe dovuta combattere a lungo. L'enorme portata degli attacchi, al Pentagono e al Volo United Airlines 93) provocò la risposta statunitense, con l'invasione dell'Afghanistan nell'Operazione Enduring Freedom e il rovesciamento del regime Talebano in quel paese.
Nel 2001 il Consiglio di sicurezza delle Nazioni Unite adottò la risoluzione 1373, che obbligava tutti gli stati a criminalizzare l'assistenza alle attività terroristiche, negare il supporto finanziario e la protezione ai terroristi. Inoltre veniva imposta la condivisione delle informazioni sui gruppi organizzati terroristici.
Nel 2005 il Consiglio di Sicurezza approvò la risoluzione 1624, che riguardava l'istigazione al terrorismo e l'obbligo di aderire alle leggi internazionali sui diritti umani.
Anche se le due risoluzioni richiedono obbligatoriamente alle nazioni un rapporto annuale sulle attività antiterroristiche, gli Stati Uniti e Israele si sono rifiutati di inviare questi rapporti.
Il 20 settembre 2001, durante una sessione congiunta del Congresso, il Presidente George W. Bush lanciò il concetto di guerra al terrorismo affermando:
Bush non disse quando lo scopo della guerra al terrorismo sarebbe stato raggiunto (in precedenza, dopo essere sceso dall'elicottero presidenziale domenica 16 settembre 2001, Bush commentò: "Questa crociata, questa guerra al terrorismo durerà molto". Successivamente l'ex presidente si scusò per queste parole a causa della connotazione negativa della parola "crociata" nelle persone di fede islamica).
Il Presidente Barack Obama, nel suo discorso inaugurale tenuto il 20 gennaio 2009 affermò:
Con il cambiamento di strategia dell'amministrazione Obama, la frase-slogan di "Guerra al terrore" è caduta in disuso, anche perché legata ai fallimenti del predecessore. A partire dal 2009, l'espressione è stata abbandonata dall'amministrazione Obama, che ha preferito riferirsi all'insieme delle operazioni, anche militari, di antiterrorismo con espressioni come "operazioni d'oltremare" (in inglese, overseas contingency operations) e "contrasto all'estremismo violento" (in inglese, countering violent extremism). Nel 2013, Obama ha criticato l'espressione, affermando:

## Caratteristiche generali
Sebbene la locuzione non sia stata usata ufficialmente dall'amministrazione del presidente Barack Obama, che gli preferisce "operazione di contingenza all'estero", è ancora comunemente in uso da parte di politici, dei media e in particolari contesti, come nel caso della Medaglia di Servizio nella Guerra Globale al Terrore Statunitense.
Primo esito della nuova politica, le due invasioni dell'Afghanistan e dell'Iraq, hanno avuto scenari diversi, in quanto l'Afghanistan era noto quale paese ospitante le basi di al-Qāʿida, considerata responsabile degli attacchi suicidi sul suolo americano.
Del tutto diverso invece lo scenario per l'attacco all'Iraq. L'Amministrazione americana all'epoca espresse su basi dottrinali la possibilità di perseguire i suoi nemici armati anche attraverso una guerra preventiva. Secondo le teorie della nuova destra americana, il terrorismo troverebbe riparo e finanziatori occulti soprattutto nei paesi ove manca una democrazia compiuta. Alcuni Stati vicino e medio-orientali avrebbero tollerato non solo la presenza di noti terroristi sul loro suolo ma spesso ne avrebbero appoggiato più o meno apertamente le rivendicazioni.
Tale approccio risulta comprovato per quanto riguarda l'Afghanistan, ma non per quanto invece concerne l'Iraq che, nel settembre 2006, gli stessi USA hanno dovuto riconoscere essere stato completamente estraneo al terrorismo internazionale nel corso della pur sanguinosa presidenza di Saddam Hussein. La scelta di attaccare l'Iraq piuttosto che l'Iran o la Siria, altri "paesi canaglia", indicati quali contigui se non proprio sostenitori del terrorismo, è stata operata quindi su supposizioni e informazioni della CIA, dimostratesi poi infondate e relative alla presenza in Iraq di armi di distruzione di massa.

## Definizione operativa nella politica estera USA

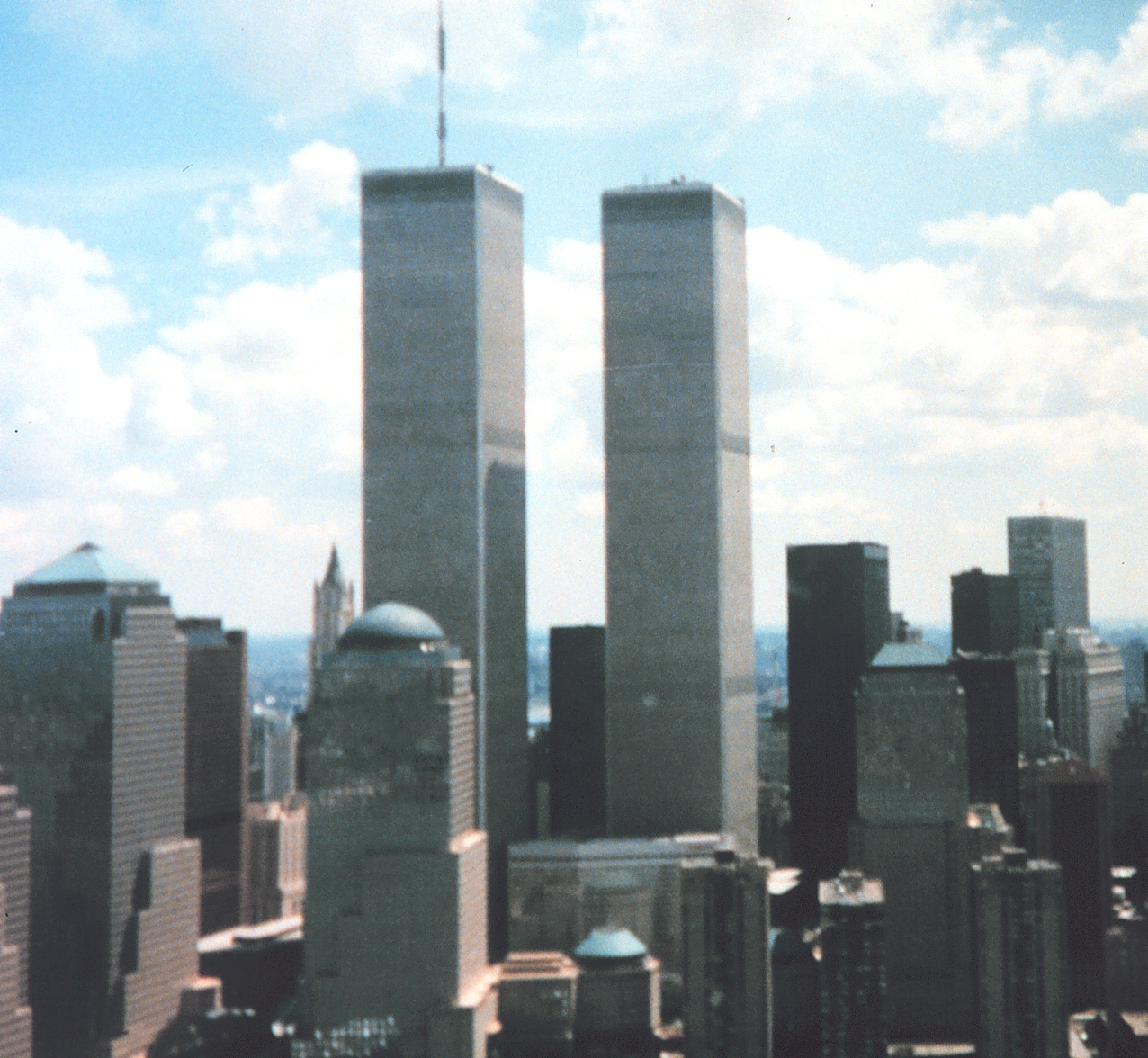
Il World Trade Center, uno dei tre siti degli attentati dell'11 settembre 2001

La definizione di terrorismo degli Stati Uniti è contenuta nel Federal Criminal Code. Nel Titolo 19, Parte I, Capitolo 113B del Codice viene definito il terrorismo e i crimini associati ad esso Nella sezione 2331 del Capitolo 113b, il terrorismo è definito come:
Il presidente Bush affermò che:

## Obiettivi statunitensi

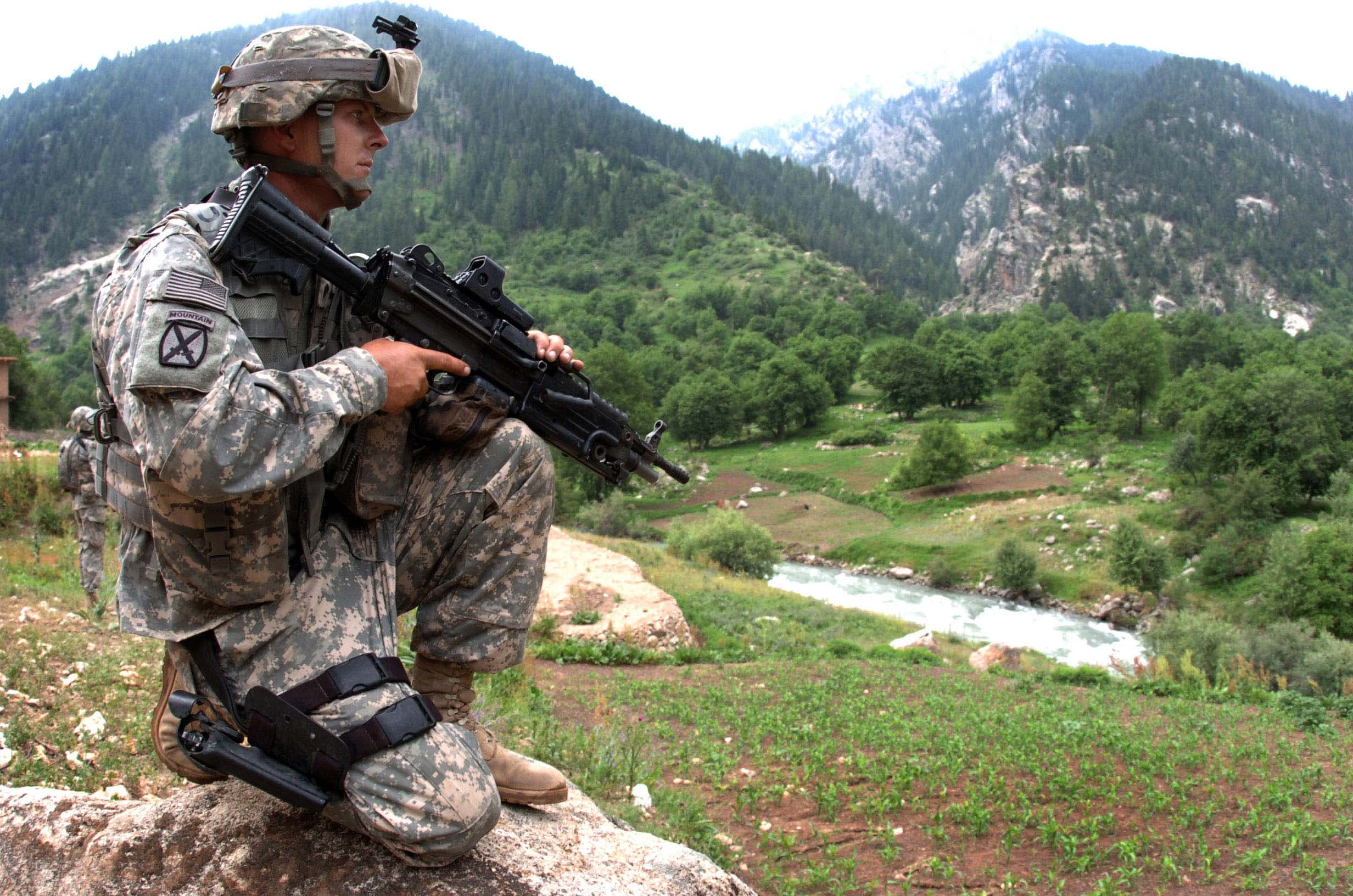
Soldato statunitense della 10ª divisione in Afghanistan

L'amministrazione Bush ha definito i seguenti obiettivi nella Guerra al Terrorismo:
1. Sconfiggere i terroristi e distruggere le loro organizzazioni
2. Identificare, localizzare e distruggere i terroristi assieme alle loro organizzazioni
3. Negare la sponsorizzazione, il supporto e l'asilo ai terroristi
  1. Terminare la sponsorizzazione degli stati al terrorismo
  2. Stabilire e mantenere uno standard internazionale di responsabilità nella lotta al terrorismo
  3. Rafforzare e sostenere gli sforzi internazionali antiterroristici
  4. Cooperare con gli stati volenterosi
  5. Rafforzare gli stati deboli
  6. Persuadere gli stati riluttanti
  7. Convincere gli stati avversi
  8. Interdire e disgregare il supporto materiale ai terroristi
  9. Eliminare i rifugi e le protezioni ai terroristi
4. Diminuire le condizioni che sono utilizzate dai terroristi
  1. Collaborare con la comunità internazionale per rafforzare gli stati deboli e prevenire l'insorgenza del terrorismo
  2. Vincere la guerra degli ideali
5. Difendere i cittadini statunitensi e i loro interessi sia internamente che all'estero
  1. Implementare la Strategia Nazionale per la Sicurezza Interna (Nation Strategy for Homeland Security)
  2. Raggiungere il "Domain Awareness"
  3. Migliorare le misure per l'integrità, l'affidabilità e la disponibilità delle infrastrutture critiche sia fisiche che basate sull'informazione all'interno del paese e all'estero
  4. Integrare le misure per proteggere i cittadini statunitensi all'estero
  5. Assicurare la capacità di gestione integrata degli incidenti

### Combattenti nemici illegali
Il 7 febbraio 2002 il Presidente Bush dichiara che Al Qaeda e i talebani saranno da ora ritenuti con lo status di Combattenti nemici illegali, una formula nuova non contemplata nel lessico del diritto internazionale umanitario. 
Preoccupazioni per il nuovo status vengono sollevate dalle associazioni dei diritti umani che temono l'aggiramento delle Convenzioni di Ginevra, anche l'organismo dei legali dell'esercito USA Judge Advocate General contesta che ciò possa causare enormi rischi per i militari americani dispiegati nel mondo.

## Cronologia delle operazioni più importanti

### Africa

#### Corno d'Africa

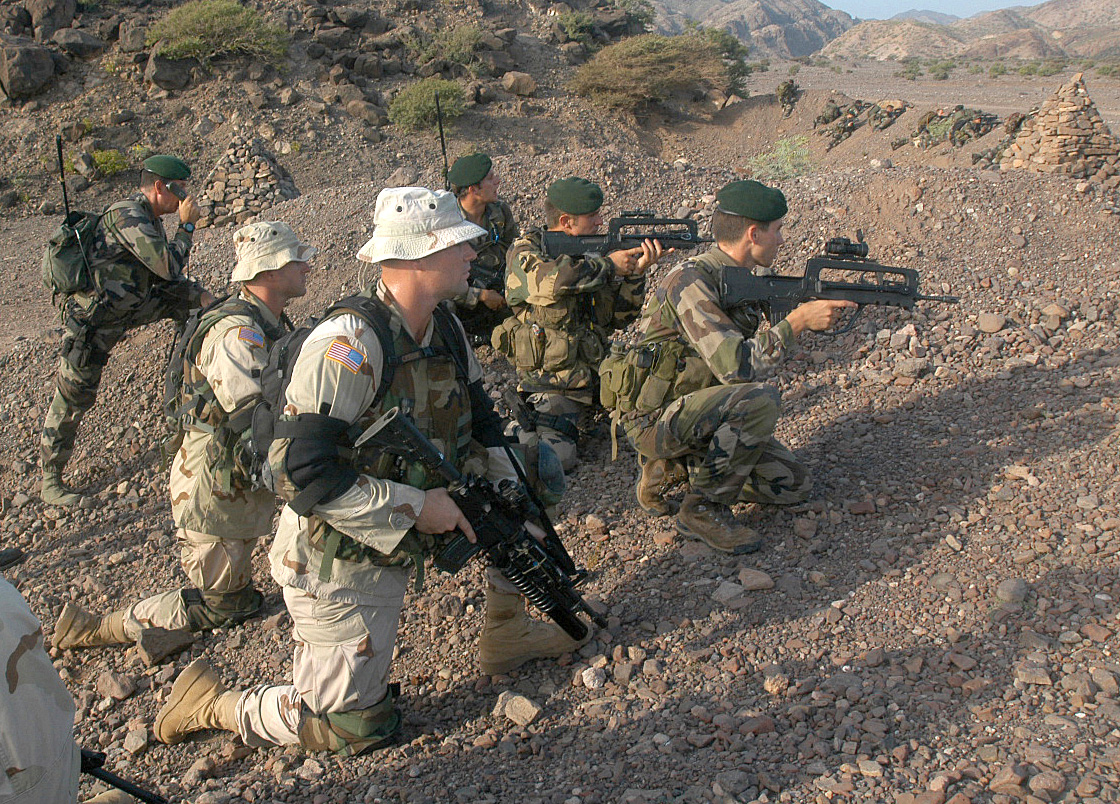
Soldati statunitensi e francesi nel Gibuti

In questa regione è stata estesa l'Operazione Enduring Freedom, con il nome di "OEF-HOA" (Operation Enduring Freedom - Horn Of Africa). A differenza delle altre operazioni, la OEF-HOA non ha come obiettivo un'organizzazione specifica.
La OEF-HOA focalizza gli sforzi per neutralizzare e rilevare le attività dei militanti nella regione e per collaborare con i governi volenterosi per prevenire l'insorgenza di celle militanti e relative attività.
Nell'ottobre 2002, la "Combined Joint Task Force - Horn of Africa" (CJTF-HOA) venne stabilita nel Gibuti e contiene circa 2 000 effettivi, tra cui militari statunitensi, forze speciali e membri della forza di coalizione "Combined Task Force 150".
La Task Force 150 è costituita da navi appartenenti a varie nazioni, tra cui Australia, Canada, Francia, Germania, Italia, Paesi Bassi, Pakistan, Nuova Zelanda, Spagna, Regno Unito. L'obiettivo primario consiste nel monitorare, ispezionare, abbordare e fermare convogli sospetti in ingresso al Corno d'Africa.
In questa operazione sono state addestrate unità selezionate proveniente dalle forze armate del Gibuti, del Kenya e dell'Etiopia per apprendere tattiche di anti-terrorismo e anti-insurrezione. Tra le attività umanitarie condotte dalla CJTF-HOA sono comprese la ricostruzione di scuole e di cliniche mediche, oltre alla somministrazione di servizi sanitari alle nazioni da cui provengono le forze militari addestrate.
Il programma fa parte dell'iniziativa anti-terroristica trans-sahariana (Trans-Saharan Counter Terrorism Initiative), poiché il personale CJTF assiste anche l'addestramento delle forze armate di Ciad, Niger, Mauritania e Mali. Tuttavia, la guerra al terrore non include il Sudan, dove oltre 400 000 persone hanno perso la vita a causa di terrorismo sponsorizzato dallo stato stesso.
Il 1º luglio 2006 un messaggio divulgato su Internet, attribuito ad Osama bin Laden, esortava la Somalia a costituire uno stato islamico e avvertiva i governi occidentali che al-Qaeda avrebbe reagito se fossero intervenuti in quel paese.
La Somalia è stata considerata uno "stato fallito" a causa della debolezza del governo centrale, del dominio dei signori della guerra e dall'incapacità di esercitare un controllo efficace sul territorio. A partire da metà 2006, l'Unione delle Corti Islamiche, una fazione islamista, iniziò ad effettuare una campagna per ripristinare "la legge e l'ordine" attraverso la Shari'a e prese rapidamente il controllo della maggior parte della parte meridionale della nazione.
Il 4 dicembre 2006 l'assistente al Segretario di Stato statunitense Jendayi Frazer affermò che operativi appartenenti a cellule di al-Quaeda stavano controllando l'Unione delle Corti Islamiche. Quest'ultima negò l'affermazione.
Nel tardo 2006 il Governo Federale di Transizione somalo, appoggiato dalle Nazioni Unite, vide il suo potere limitato solo a Baidoa, mentre l'Unione delle Corti Islamiche controllava la maggior parte del sud del paese, tra cui la capitale Mogadiscio. Il 20 dicembre le Corti Islamiche lanciarono un'offensiva alla roccaforte governativa di Baidoa e l'Etiopia dovette intervenire a favore del governo.
Il 26 dicembre le Corti Islamiche effettuarono una ritirata tattica verso Mogadiscio, prima di ritirarsi nuovamente a causa dell'avanzare delle truppe etiopi. Le forze dell'Unione delle Corti Islamiche abbandonarono Mogadiscio senza opporre resistenza e fuggirono a Kismayo, dove combatterono le forze etiopi nella Battaglia di Jilib.
Il Primo Ministro della Somalia affermò che tre sospetti terroristi, responsabili dell'attacco all'ambasciata statunitense del 1998, stavano ottenendo protezione a Kismayo. Il 30 dicembre, il membro di al-Quaeda Ayman al-Zawahiri chiamò i musulmani di tutto il mondo a combattere l'Etiopia e il governo transitorio somalo.
L'8 gennaio 2007 gli Stati Uniti combatterono contro i militanti nella Battaglia di Ras Kamboni, impiegando AC-130.

### Europa
A partire dall'ottobre 2001, la NATO ha lanciato un'operazione navale chiamata Operation Active Endeavour, in risposta agli attacchi dell'11 settembre. Lo scopo dell'operazione consiste nel pattugliare il Mar Mediterraneo per prevenire il movimento di terroristi o di armi di distruzione di massa e incrementare la sicurezza delle navi. L'operazione ha anche aiutato la Grecia a prevenire l'immigrazione illegale.
Fu il primo caso storico di applicazione dell'articolo 5 del trattato istitutivo dell'Alleanza, che obbliga gli alleati ad intervenire nell'eventualità di un attacco armato (armed attack) ad uno Stato membro.

### Vicino Oriente

#### Iraq
Fin dal 1990, l'Iraq è stato considerato dagli Stati Uniti come uno stato sponsor del terrorismo, e dopo la Guerra del Golfo le due nazioni mantennero scarsi rapporti. Il regime di Saddam Hussein costituì diverse volte un problema per le Nazioni Unite e per le nazioni confinanti per la violazione delle risoluzioni ONU e per il supporto del terrorismo contro Israele e altre nazioni.
Dopo la Guerra del Golfo del 1991, Stati Uniti, Francia e Regno Unito iniziarono a pattugliare le zone interdette al volo per proteggere la minoranza curda presente nella regione settentrionale e la popolazione sciita nella regione meridionale, che avevano subito attacchi da parte del regime prima e dopo la Guerra del Golfo.
Durante gli anni '90 le tensioni tra Stati Uniti e Iraq furono molto sostenute, con il lancio dell'Operazione Desert Fox nel 1998 da parte degli Stati Uniti dopo il rifiuto di "cooperazione incondizionata" da parte dell'Iraq nell'ispezione delle armi. Dopo l'operazione, l'Iraq annunciò che non avrebbe più rispettato le zone interdette al volo e riprese le attività anti-aeree contro i velivoli alleati.
Gli attacchi aerei effettuati dal Regno unito e dagli Stati Uniti contro l'antiaerea irachena e altri bersagli militari continuarono negli anni successivi. Nello stesso anno, il Presidente Clinton firmò l'"Iraq Liberation Act", che esortava un cambiamento del regime nel paese a causa del possesso di armi di distruzione di massa da parte di Saddam Hussein, dell'oppressione dei cittadini e dell'attacco alle altre nazioni medio-orientali.
Dopo gli attentati dell'11 settembre, il governo statunitense affermò che l'Iraq era una minaccia poiché avrebbe potuto utilizzare armi di distruzione di massa ed aiutare gruppi terroristici.
L'amministrazione di George W. Bush esortò il Consiglio di sicurezza ONU per emettere una risoluzione e per inviare ispettori in Iraq in modo da verificare la presenza di armi di distruzione di massa. La risoluzione 1441 venne approvata unanimemente ed offriva all'Iraq "un'opportunità finale per adempiere al suo obbligo di disarmarsi" o affrontare "serie conseguenze".
La risoluzione 1441 non autorizzava l'uso della forza da parte degli stati membro, quindi essa non aveva effetto sul divieto di utilizzo della forza dagli stati membro contro altri stati membro. Saddam Hussein successivamente permise agli ispettori ONU di accedere ai siti iracheni, mentre il governo statunitense continuò ad affermare che l'Iraq era ostruzionista.
Nell'ottobre 2002, una vasta maggioranza bipartisan nel congresso statunitense autorizzò il presidente ad utilizzare la forza per disarmare l'Iraq per "proseguire la guerra al terrorismo". Dopo non essere riusciti a convincere la Francia, la Russia e la Cina e prima che gli ispettori ONU avessero completato le ispezioni, gli Stati Uniti assemblarono una "Coalizione di volenterosi", composta dalle nazioni che avevano accordato il loro supporto alla decisione di rovesciare il regime iracheno.
Il 20 marzo 2003 venne lanciata l'invasione dell'Iraq. Il regime venne velocemente rovesciato il 1º maggio e George W. Bush affermò che le principali operazioni di combattimento in Iraq erano terminate. Tuttavia, si formò una insurrezione contro la coalizione guidata dagli Stati Uniti, il nuovo governo iracheno e le nuove forze di sicurezza irachene. Dopo la fase principale dell'invasione vennero riprese le ricerche delle armi di distruzione di massa irachene, ma ben presto fu chiaro che non erano presenti.
L'insurrezione era guidata da fuggitivi del partito Ba'th di Saddam Hussein, che comprendeva nazionalisti ed islamisti violenti, che affermavano di combattere una guerra religiosa per ristabilire il califfato islamico arabo.
Dopo mesi di violenze brutali contro i civili iracheni da parte di gruppi terroristici sciiti e sunniti e di milizie varie - tra cui al-Qaida - nel gennaio 2007 il presidente Bush presentò una nuova strategia per l'Operazione Iraqi Freedom, basata su teorie e tattiche anti-insurrezionalistiche sviluppate dal generale David Petraeus. Come parte della nuova strategia venne deciso l'aumento del numero delle truppe.

#### Libano
Nel luglio 2006, a seguito dell'uccisione di tre soldati israeliani e la cattura di altri due soldati da parte degli Hezbollah, Israele invase il Libano meridionale, con lo scopo di distruggere gli Hezbollah. Il conflitto durò più di un mese e causò la morte di un numero imprecisato di libanesi, compreso tra 845 e 1300 e 163 israeliani (119 militari e 44 civili), con migliaia di feriti di entrambe le parti.
Sia il governo libanese (tra cui gli Hezbollah) e il governo israeliano ottemperarono ai termini della risoluzione 1701 del Consiglio di sicurezza ONU, che riguardava la cessazione delle ostilità a partire dal 14 agosto 2006 alle ore 05:00. Mentre il conflitto venne in precedenza associato con le antiche ostilità Arabo-Israeliane, Israele dichiarò che stava combattendo una guerra contro il terrore, e anche il governo statunitense affermò che il conflitto era un fronte nella "guerra al terrore", dichiarazione ripresa dal Presidente Bush il giorno della cessazione delle ostilità.
Il 20 maggio 2007 iniziò un conflitto nella parte settentrionale del libano tra Fatah al-Islam, un'organizzazione militante islamista e le forze armate libanesi a Nahr al-Bared, un campo profughi palestinese nei pressi di Tripoli. Il conflitto evolse principalmente attorno all'assedio di Nahr el-Bared, ma scontri minori avvennero anche nel campo profughi di Ain al-Hilweh nel Libano meridionale e si verificarono diversi attentati terroristici all'interno e nei pressi della capitale Beirut.
Il gruppo Fatah al-Islam è stato descritto come un'organizzazione terroristica jihādista che si ispira ad al-Qāʿida. Gli Stati Uniti fornirono appoggio militare al Libano durante il conflitto. Il 7 settembre le forze libanesi catturarono il campo e dichiararono la vittoria.
Nel maggio 2008 la crisi politica, che perdurava da 17 mesi, divenne fuori controllo. Nuovi combattenti dai movimenti sciiti degli Hezbollah e Amal, si scontrarono con altre milizie filo-governative sunnite, tra cui il Partito Movimento Futuro in diverse aree della capitale.
Il governo venne appoggiato dagli Stati Uniti, mentre i militanti sciiti vennero armati e finanziati dalla Siria e dall'Iran. Il 21 maggio 2008 venne raggiunto un accordo per terminare la faida politica che rischiò di trascinare il paese in una nuova guerra civile.

### Asia centrale e meridionale

#### India
In India si è assistito a una decisa crescita del terrorismo di matrice islamica durante gli anni '80 e il XX secolo. Il recente aumento di attività di gruppi terroristi legati al Pakistan e alla regione del Kashmir, come Lashkar-e Taiba, Jaish-e-Mohammed e Hizbul Mujahideen hanno creato gravi problemi alla nazione.
I principali attentati terroristici causati da gruppi islamici comprendono l'attentato a Mumbai del 1993, gli attentati nel Kashmir come il massacro di Wandhama, di Kaluchak e di Chittisinghpura. Altri attacchi terroristici includono:
- l'attacco al parlamento indiano del 2001
- l'attacco al tempio di Akshardham
- l'attentato a Delhi del 29 ottobre 2005
- l'attacco a Ram Janmabhoomi del 2005
- l'attentato al treno di Jaunpur del 2005
- gli attentati di Mumbai dell'11 luglio 2006
- gli attentati di Varanasi del 2006
- degli attentati al Samjhauta Express del 2007
- gli attentati di Hyderabad del 25 agosto 2007
- gli attentati di Jaipur
- gli attentati di Bangalore
- gli attacchi ad Ahmedabad
- l'attacco a Delhi del 13 settembre 2008
- l'attentato ad Assam del 2008
- gli attentati di Mumbai del 26 novembre 2008

Dopo l'attacco del parlamento indiano del 2001, le tensioni tra India e Pakistan aumentarono a seguito delle accuse indiane al Pakistan per non aver preso misure sufficienti per contenere i gruppi terroristici anti-indiani. Di conseguenza in un massiccio spiegamento di truppe tra il 2001 e il 2002 tra India e Pakistan lungo il confine internazionale tra le due nazioni e aumentando le paure internazionali di una guerra nucleare.
La diplomazia internazionale permise di ridurre le tensioni tra le due potenze nucleari. Il Pakistan venne accusato anche di essere a favore dell'attacco terroristico alla ambasciata indiana a Kabul del 2008.
I rivoltosi nella regione del Kashmir che avevano iniziato a creare un movimento indipendentista, cambiarono radicalmente l'ideologia ponendosi obiettivi di tipo religioso.
L'agenzia di intelligence indiana "Research and Analysis Wing" rilevò una connessione tra i gruppi terroristici islamici basati in Afghanistan e i ribelli del Kashmir. Anche al-Qāʿida supportò ideologicamente e finanziariamente il terrorismo nel Kashmir, e Osama bin Laden chiese costantemente di scatenare una jihād contro l'India. I gruppi fondamentalisti islamici fecero propaganda in molte nazioni contro l'India con affermazioni retoriche su "idolatri e Indù" che "occupano il Kashmir".
Il governo e le forze armate indiane hanno preso numerose misure anti-terrorismo per contrastare l'ascesa di cellule di miliziani nella nazione. Alcune misure sono state criticate dai gruppi che difendono i diritti umani per essere troppo draconiane, in particolar modo nel Kashmir.
Tuttavia, l'aumento dei controlli da parte delle forze di sicurezza indiane ha avuto un impatto positivo nel numero degli attacchi terroristici, che sono diminuiti nel 2007. India è considerata uno dei principali alleati nella guerra al terrorismo ed ha collaborato strettamente alle attività anti-terroristiche con diverse nazioni, tra cui gli Stati Uniti, il Giappone, la Cina, l'Australia, Israele, il Regno Unito e la Russia.
L'India è stata criticata nelle operazioni nel Jammu e nel Kashmir, una dura risposta militare nella quale 40 persone, per la maggior parte civili disarmati che stavano protestando, vennero uccisi dalle forze armate indiane.

#### Afghanistan

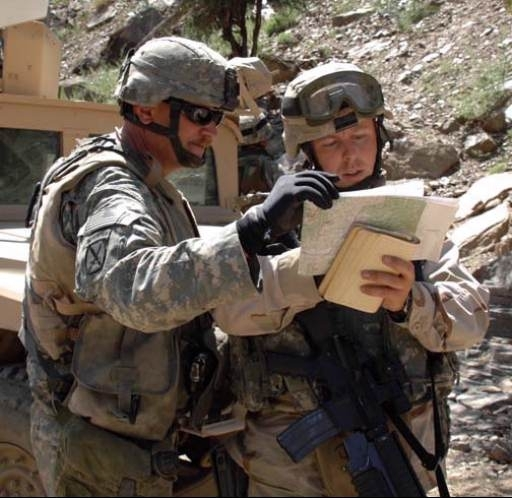
Soldati nel sud-est dell'Afghanistan controllano le loro coordinate durante un pattugliamento

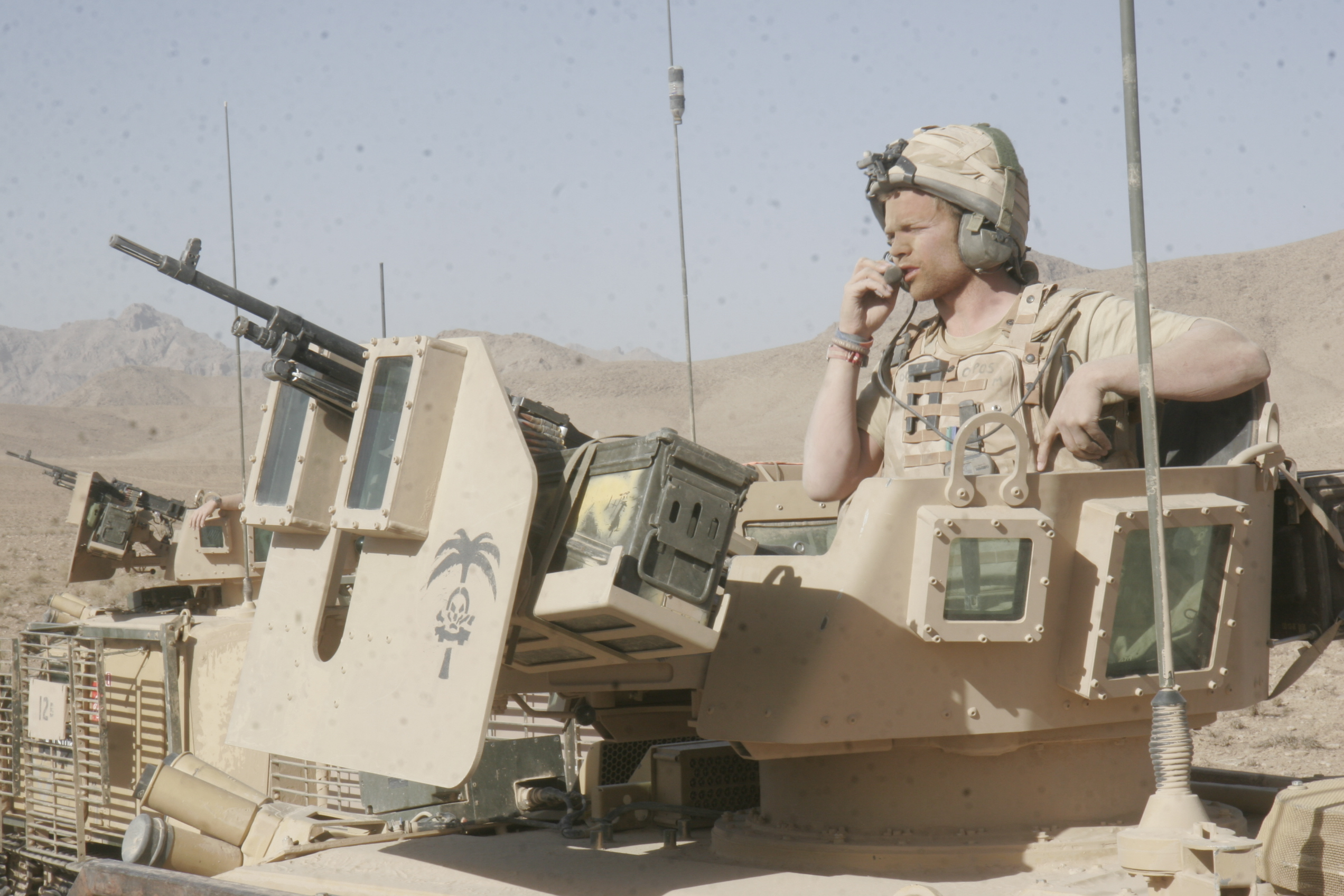
Soldato britannico dell'ISAF nella provincia di Helmand, Afghanistan

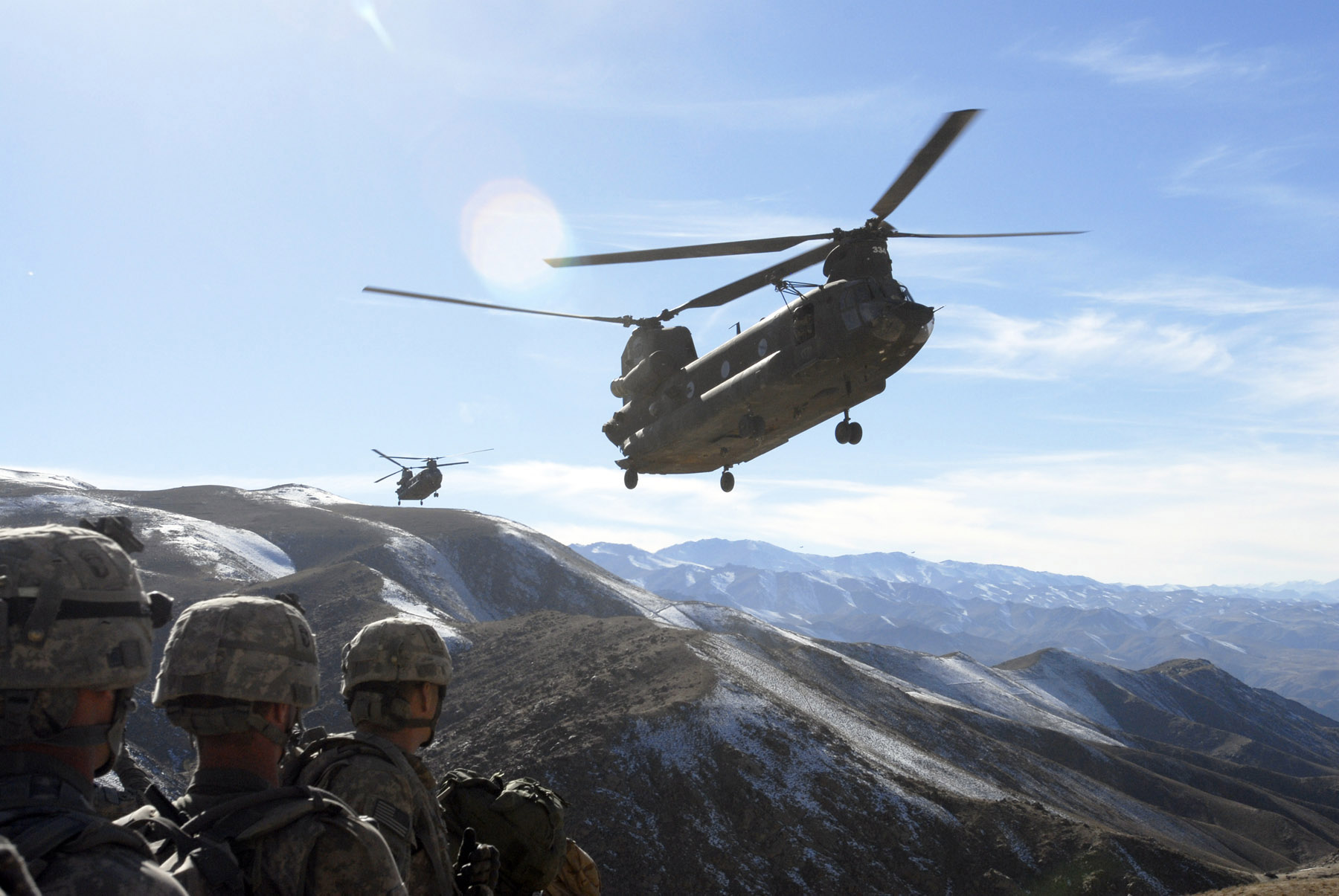
Elicottero statunitense CH-47 Chinook nelle montagne Afghane

Nell'ottobre 2001, poco dopo gli attentati dell'11 settembre negli Stati Uniti, le forze statunitensi e britanniche (assieme ad altri alleati) invasero l'Afghanistan per neutralizzare le forze di al-Qāʿida e rovesciare il regime dei Talebani che controllava il paese ed offriva protezione a Osama bin Laden.
Il 20 settembre 2001, il Presidente George W. Bush comunicò al regime talebano un ultimatum per consegnare Osama bin Laden e i leader di al-Qāʿida presenti nel paese. I talebani richiesero delle prove sul collegamento tra bin Laden agli attentati e, se tali prove potevano garantire un processo, essi offrivano di gestire il medesimo in una Corte Islamica.
Il 7 ottobre 2001 iniziò ufficialmente l'invasione delle forze statunitensi e britanniche, che condussero bombardamenti aerei prima di iniziare la campagna terrestre.
La conduzione della guerra in Afghanistan fu un obiettivo a priorità inferiore per il governo statunitense rispetto alla guerra in Iraq. L'ammiraglio Mike Mullen, affermò che mentre la situazione in Afghanistan era "precaria e urgente", le 10 000 truppe aggiuntive necessarie non sarebbero state disponibili "in maniera significativa" fino al ritiro delle truppe dall'Iraq.

#### Pakistan
Zayn al-Abidin Muhammed Hasayn Abu Zubayda, di origini saudite, fu arrestato da personale pachistano durante la settimana del 23 marzo 2002 durante delle operazioni congiunte di Stati Uniti e Pakistan.
Zubaydah venne accusato di appartenere ad al-Qāʿida e di ricoprire un'alta carica all'interno dell'organizzazione, con il titolo di capo operazioni e con l'incarico di gestire i campi di addestramento di al-Qāʿida.
Il 14 settembre dello stesso anno, venne arrestato in Pakistan Ramzi bin al-Shibh, dopo uno scontro a fuoco di tre ore con le forze di polizia. Ramzi bin al-Shibh condivideva la camera con Mohamed Atta ad Amburgo, in Germania e fu un finanziatore delle operazioni di al-Qāʿida. È stato ipotizzato che dovesse essere un altro dirottatore, tuttavia, il dipartimento di immigrazione statunitense rifiutò il suo visto tre volte. Il flusso di denaro trasferito da Ramzi bin al-Shibh dalla Germania agli Stati Uniti lo collega sia a Mohamed Atta che a Zakariyya Musawi.
Il 1º marzo 2003 venne arrestato Khalid Shaykh Muhammad durante un raid organizzato dalla CIA nei pressi di Rawalpindi, a 14 km di distanza dalla capitale Pakistana di Islamabad. Muhammad era, al momento della cattura, il terzo ufficiale di grado più elevato all'interno di al-Qāʿida e fu direttamente incaricato di pianificare gli attentati dell'11 settembre.
Muhammad era sfuggito alla cattura nella settimana precedente, ma il governo pakistano riuscì ad utilizzare le informazioni provenienti da altri sospetti catturati per localizzarlo. Nel 1996 fu accusato dagli Stati Uniti anche per un suo collegamento ad Oplan Bojinka, un piano per compiere attentati su una serie di aerei civili statunitensi.
Muhammad venne accusato di essere collegato ad altri eventi criminosi come: l'ordine di uccidere il reporter del Wall Street Journal Daniel Pearl, l'attentato allo USS Cole, il tentativo di Richard Reid di far esplodere un aereo civile con dell'esplosivo posto all'interno di una scarpa e l'attacco terroristico alla sinagoga di El Ghriba a Djerba, in Tunisia. Khalid Shaykh Muhammad si è dichiarato a capo del comitato militare di al-Qāʿida.
Nel 2006 il Pakistan venne accusato dai comandanti della NATO di aiutare e supportare i Talebani in Afghanistan, ma successivamente la stessa NATO ammise di non possedere prove certe contro il governo pakistano.
Nel 2007 emerse tuttavia degli indizi dell'esistenza di taglie fino a 1 900 CDN$ per ogni membro della NATO ucciso.
Il governo afghano inoltre accusò l'ISI di aiutare i militanti, tra cui la protezione del comandante anziano talebano Mullah Dadullah. L'accusa venne negata dal governo Pakistano. Nel frattempo l'India continuò ad accusare l'ISI pakistano di pianificare diversi attacchi terroristici nella regione del Kashmir e nel resto della repubblica indiana, tra cui gli attentati di Mumbai dell'11 luglio 2006, che invece sono considerati dal Pakistan come attacchi compiuti da gruppi terroristici locali.
Altre nazioni come l'Afghanistan e il Regno Unito hanno accusato il Pakistan di sponsorizzare e finanziare il terrorismo. Con l'impegno militare statunitense in Pakistan e nel vicino Afghanistan sono aumentati enormemente gli aiuti militari. Nei tre anni precedenti agli attacchi dell'11 settembre, il Pakistan ha ricevuto circa 9 milioni di dollari in aiuti militari da parte degli Stati Uniti. Nei tre anni successivi gli aiuti sono aumentati a 4,2 miliardi di dollari, rendendo il Pakistan il paese beneficiario della maggiore quantità di fondi.
Un tale flusso di denaro ha alimentato preoccupazioni riguardanti le relative garanzie, poiché l'impiego non è documentato e potrebbe essere dedicato alla soppressione dei diritti umani della popolazione civile e all'acquisto di armi per controllare problemi locali come la rivolta nel Balochistan. Il Pakistan ha accusato l'India di sostenere i gruppi terroristici all'interno del Balochistan per creare disordini all'interno della nazione.

##### Waziristan
Nel 2004 l'esercito pakistano lanciò una campagna nelle Aree tribali di Amministrazione Federale della regione del Waziristan, inviando 80 000 truppe. L'obiettivo era la rimozione delle forze talebane e di al-Qāʿida dalla regione.
Dopo la caduta del regime talebano molti membri della resistenza fuggirono nella regione settentrionale di confine con il Pakistan, dove l'esercito pakistano non esercitava uno stretto controllo. Con la logistica e il supporto aereo statunitense, l'esercito pakistano catturò o uccise numerosi membri di al-Qāʿida come Khalid Shaykh Muhammad, ricercato per il suo coinvolgimento nell'attentato allo USS Cole, nel progetto Oplan Bojinka e nell'assassinio del giornalista Daniel Pearl.

### Sudest asiatico

#### Indonesia
Nel 2002 e nel 2005 l'isola Indonesiana di Bali venne colpita da attentati suicidi e autobombe che uccisero più di 200 persone e ne ferirono più di 300. L'attentato del 2002 era stato compiuto tramite una bomba nascosta in uno zaino all'interno di un bar, un'autobomba telecomandata posta di fronte al "Sari Club" e una terza bomba di fronte al consolato statunitense.
Nell'attentato del 2005 una persona si fece esplodere a Jimbaran e un'altra persona nella piazza principale di Kuta. Il gruppo Jemaah Islamiyah è stato sospettato dalle autorità.
Il 9 settembre 2004 un'autobomba esplose nei pressi dell'ambasciata australiana a Giacarta, uccidendo 10 indonesiani e ferendone altri 140. Il ministro degli esteri Alexander Downer riferì che venne inviato alle autorità indonesiane un messaggio SMS minacciando l'attentato se non fosse stato rilasciato Abu Bakar Bashir, detenuto in prigione.
Abu Bakar Basyir era imprigionato con l'accusa di tradimento per il suo supporto agli attentati di Bali del 2002 e del 2005.

#### Filippine

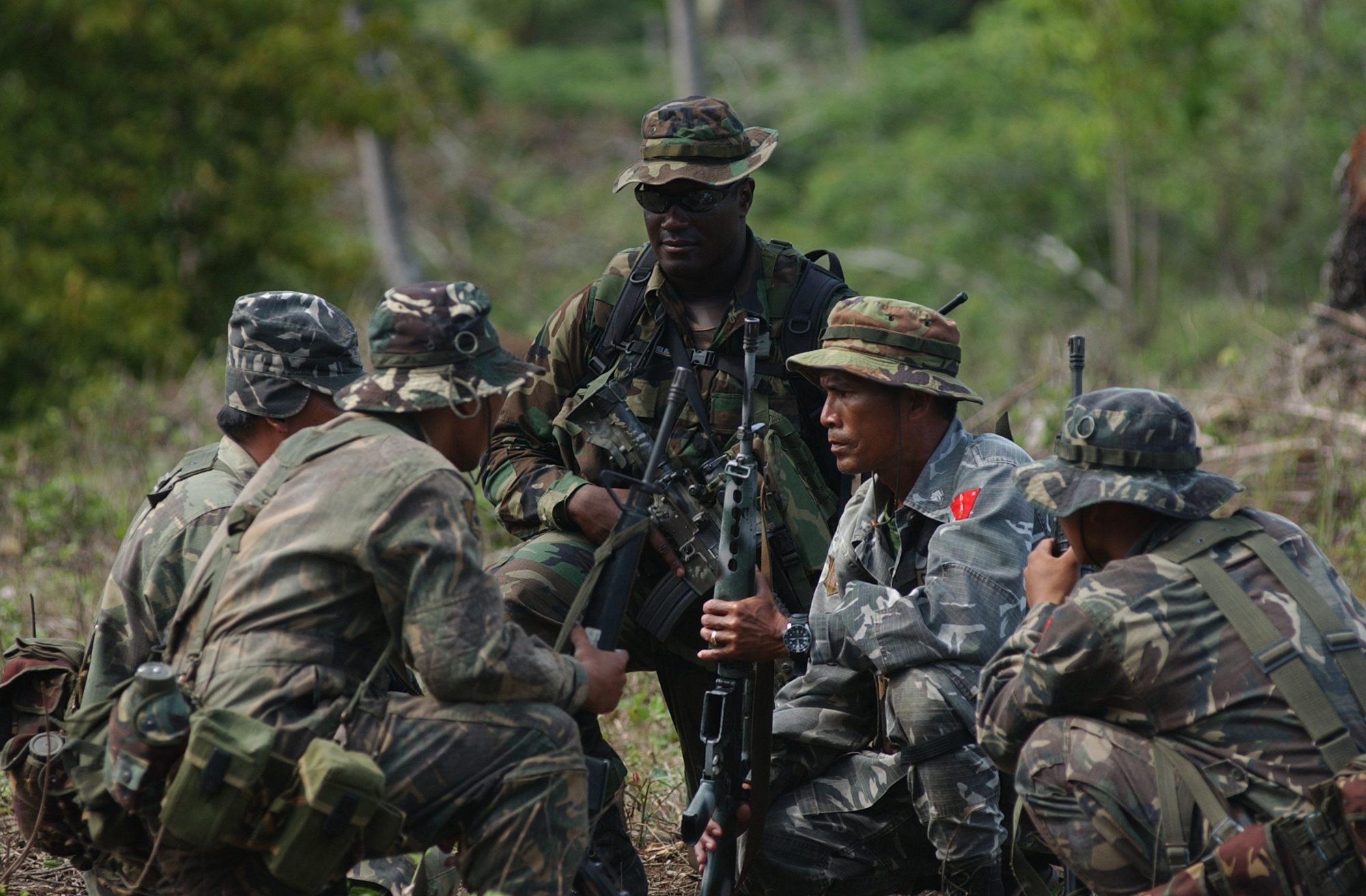
Soldato statunitense delle forze speciali assieme a soldati di fanteria dell'esercito filippino

Nel gennaio 2002 il Comando Operazioni Speciali degli Stati Uniti del Pacifico dispiegò nelle Filippine delle forze armate per supportare ed assistere le forze armate delle Filippine nelle operazioni anti-terrorismo. Le operazioni si concentrarono principalmente sulla neutralizzazione del gruppo Abu Sayyaf e Jemaʿa Islamiyya, che erano arroccati sull'isola di Basilan.
L'esercito statunitense riferì di aver neutralizzato oltre l'80% dei membri del gruppo Abu Sayyaf dalla regione. La seconda fase dell'operazione era costituita da un programma umanitario per portare cure mediche e servizi vari nella regione di Basilan, in modo da prevenire una futura insorgenza dei gruppi terroristici.

### Nord America

#### Stati Uniti d'America

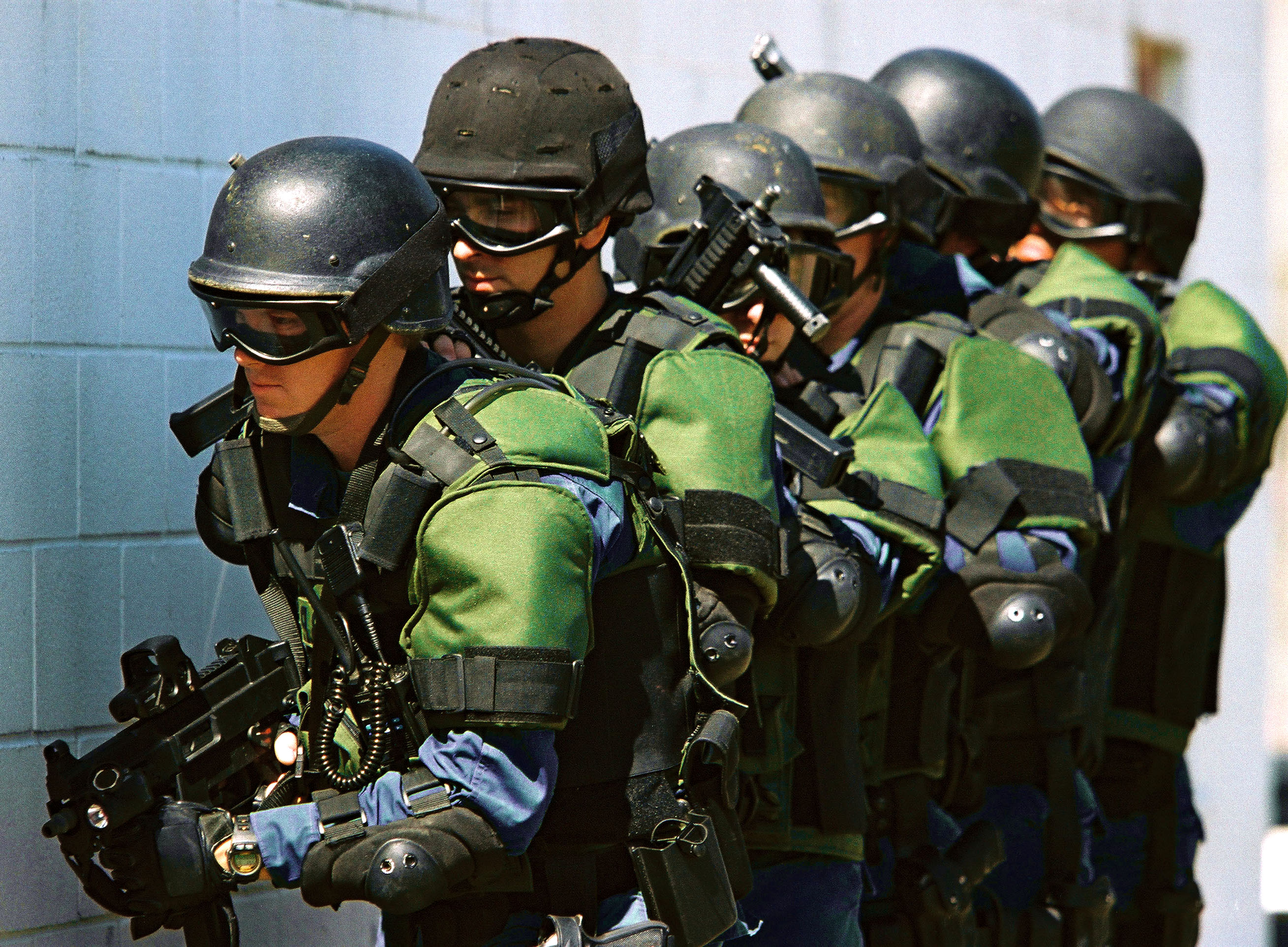
Agenti dello United States Customs and Border Protection

Il Congresso stanziò 40 miliardi di dollari per l'emergenza terrorismo, con altri 20 miliardi di dollari aggiuntivi per l'industria del trasporto aereo.
Il dipartimento della giustizia lanciò una procedura di registrazione speciale per alcune persone di sesso maschile che non possedevano la cittadinanza statunitense. La registrazione, di persona, era effettuata negli uffici dell'Immigration and Naturalization Service.
Oltre agli sforzi militari all'estero, dopo gli attentati dell'11 settembre l'amministrazione Bush aumentò gli sforzi interni per prevenire futuri attentati. Venne creata una nuova agenzia di sicurezza chiamata "United States Department of Homeland Security" per guidare e coordinare le attività anti-terroristiche federali.
Il "Patriot Act" rimosse alcune restrizioni legali nella condivisione delle informazioni tra agenzie federali e servizi di intelligence e permise di allargare su larga scala l'investigazione alla ricerca di sospetti terroristi. Il programma di tracciamento finanziario permise di monitorare i movimenti delle risorse finanziarie dei gruppi terroristici (questo programma venne sospeso dopo essere stato rivelato del giornale New York Times). Il programma di sorveglianza elettronico Stellar Wind dell'NSA permise l'accesso ai dati e metadati delle comunicazioni telefoniche e internet di tutti i cittadini americani e non.
Alcuni gruppi hanno accusato queste leggi di rimuovere restrizioni importanti alle autorità governative, e di costituire una pericolosa invasione delle libertà civili, delle possibili violazioni costituzionali del IV emendamento. Il 30 luglio 2003 l'ACLU iniziò la prima battaglia legale contro la sezione 215 del Patriot Act, affermando che permetteva all'FBI di violare i diritti del primo e del quarto emendamento e il diritto ad un processo, permettendo di compiere investigazioni senza avvertire il sospettato dell'investigazione stessa.
In un discorse del 9 giugno 2005 Bush affermò che il Patriot Act era stato impiegato per muovere accuse a più di 400 sospetti, di cui più della metà è stato incriminato. Contemporaneamente l'American Civil Liberties Union (ACLU) citò i dati del dipartimento di giustizia che mostravano circa 7 000 abusi del Patriot Act.
Il DARPA iniziò nel 2002 la creazione del programma Total Information Awareness, progettato per fornire tecnologie dell'informazione anti-terroristiche, venne aspramente criticato per la sua invadenza della privacy e affossato dal Congresso.
Vari uffici governativi che gestivano funzioni militari e di sicurezza vennero riorganizzati. In particolare, il Department of Homeland Security venne creato per coordinare la sicurezza interna nella più grande riorganizzazione interna del governo federale dal consolidamento delle forze armate nel Dipartimento della Difesa.
Dopo l'11 settembre, venne creato segretamente l'Office of Strategic Influence per coordinare operazioni di propaganda, ma venne chiuso subito dopo essere stato scoperto. L'amministrazione Bush implementò il piano chiamato "Continuity of Operations Plan" per assicurare il proseguimento delle attività governative anche in circostanze catastrofiche.
Dall'11 settembre vari estremisti islamici hanno cercato di compiere attacchi nel territorio statunitense, a diversi livelli di organizzazione. Alcuni tra gli attacchi sventati sono:
- un piano per far precipitare degli aerei nella U.S. Bank Tower di Los Angeles
- un piano nel 2003 di Iyman Faris per far esplodere il Ponte di Brooklyn a New York
- un piano nel 2004 che aveva come obiettivi gli edifici del Fondo Monetario Internazionale e della Banca Mondiale a Washington, il New York Stock Exchange e altri istituti finanziari
- il progetto di attentati su linee aeree transatlantiche del 2006
- un piano per attaccare la Sears Tower e l'edificio dell'FBI a Chicago nel 2006
- un piano per attaccare la base militare di Fort Dix nel new Jersey
- un piano per compiere un attentato all'Aeroporto internazionale John F. Kennedy di New York
- un piano per far esplodere un aereo della Delta Airline partito da Amsterdam nell'aeroporto di Detroit

### Regno Unito

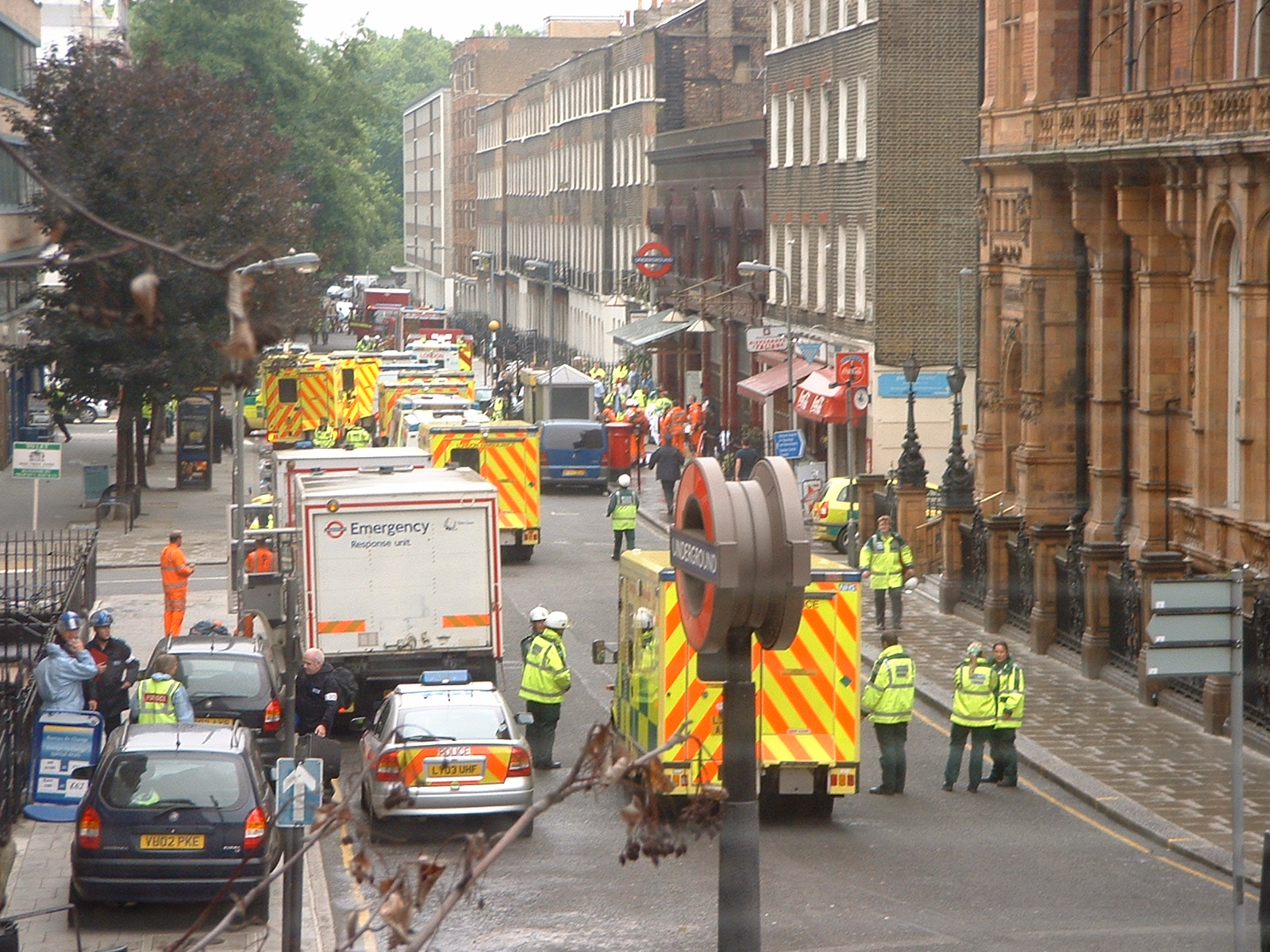
Bombings, Central London (7 luglio 2005)

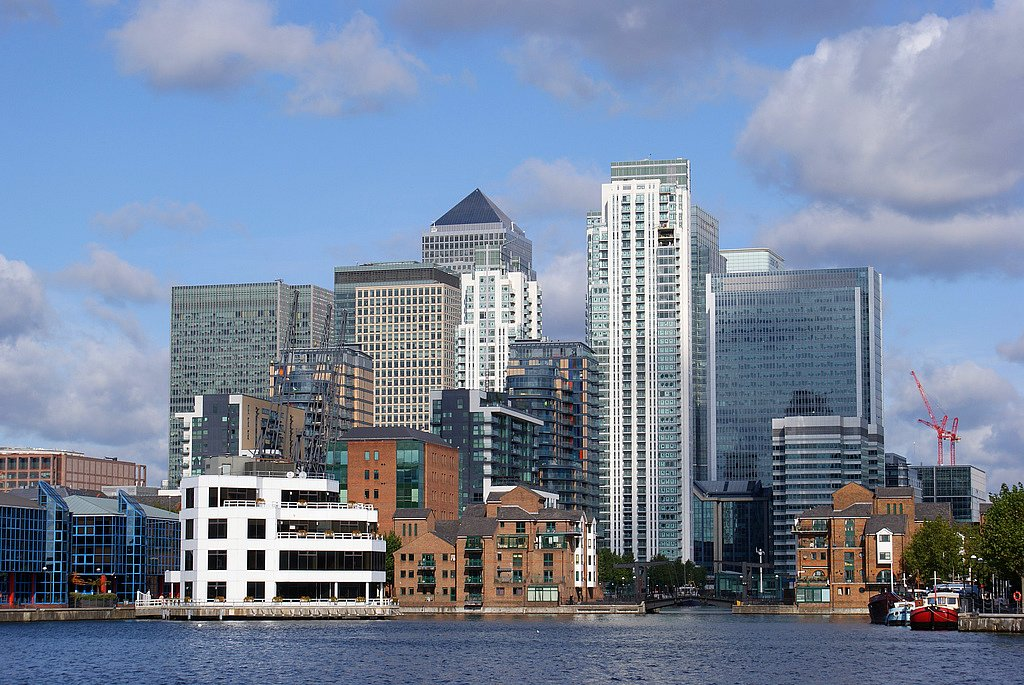
Threatend Canary Wharf, Londra. Il più grande distretto finanziario europeo

L'attentato terroristico più grave nel Regno Unito, il cosiddetto disastro di Lockerbie è avvenuto nel 1988 su un volo Pan Am partito dall'Aeroporto di Londra-Heathrow con destinazione negli Stati Uniti. Persero la vita 200 cittadini britannici e statunitensi.
Il 7 luglio 2005 diversi terroristi giunsero a Londra e fecero esplodere diversi ordigni nel sistema della Metropolitana londinese uccidendo 57 persone. I terroristi lasciarono un video dove si minacciava il governo britannico e i cittadini che sarebbero seguiti altri attentati.
Esattamente due settimane dopo, il 21 luglio, altri terroristi islamici giunsero a Londra, tentando di far esplodere altre bombe nella metropolitana. Dal mese di luglio 2005 vennero tentati altri attentati, ma i servizi di sicurezza ed intelligence li fermarono.
Nell'agosto 2006 venne sventato dall'intelligence statunitense e britannica un grande piano per colpire diversi aerei civili che volavano da vari aeroporti britannici verso gli Stati Uniti. Se avessero avuto successo avrebbero potuto causare un elevato numero di vittime.
Diverse persone vennero arrestate in varie città nel Regno Unito. Questo piano causò un deciso incremento nella sicurezza aeroportuale in Europa e negli Stati Uniti. Le nuove regole includono il divieto di trasportare liquidi nel bagaglio a mano, tranne in piccole quantità. I contenitori di liquido ammessi devono inoltre essere trasportati in un sacchetto di plastica trasparente.
Canary Wharf, a Londra, è uno dei distretti finanziari più grandi del mondo ed è considerato da Scotland Yard come un bersaglio potenziale.
Nel luglio 2007, appena dopo le dimissioni dell'ex Primo Ministro Tony Blair e l'ascesa di Gordon Brown, il Regno Unito era in una situazione di emergenza a causa delle inondazioni.
I terroristi si spostarono a Glasgow, in Scozia e guidarono una piccola jeep carica di contenitori di gas nell'ingresso del terminal principale dell'Aeroporto di Glasgow e la incendiarono. Uno dei terroristi portava legato al corpo una bomba, e venne immobilizzato e fermato dalla polizia. Successivamente perse la vita in ospedale a causa delle gravi ustioni provocate dall'incendio dell'automezzo. Gli altri terroristi vennero condannati all'ergastolo dopo essere stati giudicati nel Regno Unito. Nessun civile venne ferito dall'attacco, anche se provocò panico di massa.
Nel 2017 viene compiuto un attentato dell'ISIS al concerto di Ariana Grande a Manchester. Circa una settimana dopo ne viene compiuto uno a Londra.

### Sud America

#### Colombia
A seguito degli attentati dell'11 settembre il governo degli Stati Uniti aumentò gli aiuti militari in Colombia. Nel 2003 vennero spesi 98 milioni di dollari per l'addestramento e l'equipaggiamento dell'esercito colombiano.
Questi aiuti erano destinati alla lotta del governo colombiano contro il gruppo di ribelli delle FARC, che è considerato terroristico dal governo statunitense. È stato ipotizzato un collegamento tra i militanti delle FARC e i cartelli della droga sudamericani.

## Nello scenario internazionale
Il 12 settembre 2001, a meno di 24 ore dagli attacchi terroristici a New York e Washington, la NATO invocò l'articolo 5 del Trattato Nord Atlantico e dichiarò che gli attacchi sarebbero stati considerati un attacco a tutte le 19 nazioni membro della NATO. Il primo ministro australiano John Howard dichiarò che l'Australia avrebbe invocato il trattato ANZUS con argomentazioni simili. ,
Nei mesi seguenti la NATO prese misure su larga scala per rispondere alla minaccia terroristica. Il 22 novembre 2002 gli stati membro dell'EAPC decise un piano di azione contro il terrorismo dove si affermava che "l'EAPC afferma di impegnarsi alla protezione e alla promozione delle libertà fondamentali e dei diritti umani, assieme al rispetto della legge, nel combattimento del terrorismo".
La NATO iniziò le operazioni navali nel Mar Mediterraneo per prevenire i movimenti di terroristi o armi di distruzione di massa, oltre all'aumento della sicurezza dei convogli navali. L'operazione venne chiamata Operation Active Endeavour.
L'invasione dell'Afghanistan è stata considerata la prima azione della guerra al terrorismo, ed inizialmente coinvolse le forze degli Stati Uniti, del Regno Unito e dell'Alleanza del nord afghana.
Il supporto internazionale agli Stati Uniti si raffreddò quando divenne chiara la determinazione ad invadere l'Iraq al termine del 2002. Comunque molte delle nazioni che avevano costituito la "coalizione dei volenterosi" e avevano inviato truppe in Afghanistan, in particolar modo il vicino Pakistan, contribuirono con decine di migliaia di soldati. Il Pakistan era impegnato anche nella guerra nel Waziristan. Supportato dall'intelligence statunitense, in questo conflitto il Pakistan cercò di neutralizzare l'insurrezione talebana e alcuni elementi di al-Qāʿida dalle aree tribali settentrionali.

### International Security Assistance Force
Nel dicembre 2001 venne creata la International Security Assistance Force, guidata dalla NATO, per assistere il governo di transizione afghano e il primo governo eletto democraticamente. Nel 2006, durante un rafforzamento dell'insurrezione dei Talebani, è stato annunciato che l'ISAF avrebbe sostituito le truppe statunitensi come parte dell'Operazione Enduring Freedom.
La 16ª brigata di assalto britannica (successivamente rinforzata dai Royal Marines), costituisce il nucleo delle forze dell'Afghanistan meridionale, assieme a truppe ed elicotteri delle forze militari dell'Australia, del Canada e dell'Olanda. Inizialmente le forze erano costituite all'incirca da 3 300 britannici, 2 000 canadesi, 1 400 olandesi e 240 australiani, oltre a forze speciali dalla Danimarca e dall'Estonia (e piccoli contingenti da altre nazioni).
Sommario delle principali nazioni che hanno contribuito con truppe
- Totale ISAF - 50 700
- Stati Uniti - 19 950 (numero totale delle truppe in Afghanistan: 48 250)
- Regno Unito - 8 745
- Germania - 3 600
- Francia - 2 785
- Canada - 2 750
- Italia - 2 350
- Polonia - 1 130
- Australia - 1 090
- Turchia - 860
- Spagna - 780
- Romania - 740
- Danimarca - 700
- Bulgaria - 460
- Norvegia - 455
- Rep. Ceca - 415

## Critiche

### La guerra come impegno indefinito ed indeterminato
Alcuni esperti politici hanno criticato la "Guerra al Terrorismo" come una metafora irresponsabile, affermando che la "guerra" deve essere per definizione dichiarata contro nazioni e non contro categorie vaste e controverse come il "terrorismo". George Lakoff, un linguista cognitivo, scrisse che:
David Kilcullen, un consulente del Generale David Petraeus e del Segretario di Stato Condoleezza Rice in materia di tecniche di anti-insurrezione e anti-terrorismo, ha affermato che:
Francis Fukuyama, un ex esponente neoconservativo, ha sottolineato un concetto simile:
Anche il termine "terrorismo" è stato criticato per la sua vaghezza. Lo United Nations Office on Drugs and Crime ha osservato che:
In un articolo, l'ufficiale francese Jean-Pierre Steinhofer ha descritto la guerra al terrore come una "perversione semantica, strategica e legale... il terrorismo non è un nemico, ma un metodo di combattimento".
Ulteriori critiche considerano che la Guerra al Terrorismo fornisce un sistema per mantenere uno stato di guerra perpetua, poiché l'annuncio di obiettivi così vaghi produce una situazione di conflitto senza fine, perché i "gruppi terroristici" possono continuare a sorgere indefinitamente.
Il Presidente Bush promise che la Guerra al Terrorismo "non terminerà fino a quando ogni gruppo terroristico di portata globale non sarà trovato, fermato e sconfitto.". Durante una visita agli Stati Uniti nel luglio 2007, il Primo Ministro britannico Gordon Brown definì la Guerra al Terrore, e in particolare all'elemento che coinvolge il conflitto con al-Qāʿida una "battaglia generazionale".

### Strategia controproducente
Molti esperti di sicurezza, politici e organizzazioni hanno affermato che la Guerra al Terrorismo è stata controproducente: ovvero ha consolidato l'opposizione agli Stati Uniti, ha aiutato il reclutamento dei terroristi e ha incrementato la possibilità di attacchi contro gli Stati Uniti e i suoi alleati. In un documento, l'Oxford Research Group ha riferito che:
Il "The Guardian" ha descritto delle ricerche commissionate dal Ministro della Difesa britannico:
Peter Bergen e Paul Cruickshank, ricercatori al "Center on Law and Security" della "NYU School of Law", hanno accusato la guerra in Iraq di aver potenziato la "globalizzazione del martirio", che ha "generato un incremento di sette volte nel tasso annuale di attacchi jihādisti fatali, totalizzando letteralmente migliaia di civili morti".
La National Intelligence Estimate ha inoltrato nel 2007 la seguente raccomandazione:
Il 19 settembre 2008 la RAND Corporation ha presentato i risultati di uno studio per "Sconfiggere i gruppi terroristici". Lo studio inizia con l'affermazione della tesi: "Gli Stati Uniti non possono continuare a condurre una compagna antiterroristica efficace contro al-Qāʿida senza comprendere come si neutralizzano i gruppi terroristici".
Le conclusioni comprendono forti raccomandazioni per un cambiamento strategico delle politiche: "I militari statunitensi dovrebbero resistere dall'essere trascinati in operazioni di combattimento nelle nazioni musulmane dove la loro presenza probabilmente causa un incremento nel reclutamento di terroristi". Viene inoltre consigliato di "dismettere la nozione di 'guerra' al terrorismo". Concludendo, lo studio della RAND consiglia: "Di gran lunga la strategia più efficace contro i gruppi religiosi è stato l'impiego della polizia locale e dei servizi di intelligence, che hanno neutralizzato il 73% dei gruppi [terroristici] dal 1968".

### Doppio standard
Altre critiche hanno colpito il "doppio standard" con cui gli Stati Uniti trattano con alleati chiave che contemporaneamente supportano gruppi terroristici, come il Pakistan. Il Presidente dell'Afghanistan Hamid Karzai ha affermato ripetutamente che "nella guerra contro il terrorismo [...] il fronte centrale è il Pakistan". Inoltre il Pakistan è stato accusato di fornire operativi ai Talebani attraverso operazioni sotto copertura da parte degli ISI.
Le accuse riguardano anche le libertà civili e i diritti umani.
La Federation of American Scientists ha aggiunto che: "nella fretta di rafforzare il 'fronte' degli stati, per affrontare le minacce terroristiche transnazionali sul proprio suolo, e per guadagnare la cooperazione dei regimi di importanza geostrategica nella prossima fase della "Guerra al Terrorismo", l'amministrazione sta ignorando le restrizioni normative sugli aiuti statunitensi ai trasgressori dei diritti umani".
Amnesty International ha affermato che il Patriot Act fornisce al governo statunitense la libertà di violare i diritti costituzionali dei cittadini.
L'opposizione alla "Guerra al Terrorismo" è stata alimentata anche dalle accuse all'amministrazione Bush di aver utilizzato la extraordinary rendition, le prigioni segrete e la tortura.

### Diminuzione del supporto internazionale
Nel 2002 nel Regno Unito, in Francia, Germania, Giappone, India e Russia erano presenti forti maggioranze a supporto della guerra al terrorismo guidata dagli Stati Uniti. Nel 2006 il supporto alla guerra era in minoranza nel Regno Unito (49%), in Francia (43%), Germania (47%), Giappone (26%). In Russia la maggioranza che sosteneva la guerra al terrorismo era calata del 21%. Mentre in Spagna il 63% sosteneva gli sforzi bellici nel 2003, solo il 19% era della stessa opinione nel 2006. Il 19% della popolazione cinese sosteneva la guerra, così come meno di un quinto della popolazione in Turchia, in Egitto e in Giordania. L'opinione sulla guerra al terrorismo in India è rimasta stabile.
Andrew Kohut, parlando all'"House Committee on Foreign Affairs" ha fatto notare che, in base ai sondaggi condotti dal "Pew Research Center" nel 2004, "le maggioranze o le pluralità in sette delle nove nazioni esaminate hanno affermato che la guerra condotta dagli Stati Uniti al terrorismo non era uno sforzo sincero nel ridurre il terrorismo internazionale. Questo è vero non solo nelle nazioni musulmane come il Marocco e la Turchia, ma anche in Francia e in Germania. Lo scopo vero della guerra al terrorismo, in base a questi scettici, è il controllo statunitense del petrolio mediorientale e il dominio americano sul mondo".
Stella Rimington, ex capo dei servizi segreti britannici MI5, ha criticato la guerra al terrore considerandola un'"enorme reazione", e ha sminuito gli sforzi di militarizzazione e politicizzazione degli Stati Uniti, che sono stati considerati un approccio sbagliato al terrorismo.
David Miliband, segretario all'estero britannico, ha chiamato la strategia uno "sbaglio".

### Abuso di potere
La guerra al terrorismo è stata vista anche come un pretesto per ridurre le libertà civili. Il programma di sorveglianza elettronico dell'NSA e il programma Total Information Awareness della DARPA sono stati due esempi di programmi di monitoraggio governativo post-11 settembre. Anche se principalmente pensati per registrare comportamenti terroristici, i critici evidenziarono su come i cittadini potevano essere indotti dal monitoraggio all'autocensura.

## Ruolo dei media statunitensi
I ricercatori nell'area degli studi sulla comunicazione e sulle scienze politiche hanno evidenziato che la comprensione americana della guerra al terrorismo era modellata direttamente dai resoconti effettuati dai mass media sugli eventi associati alla guerra. Nel libro Bush's War: Media Bias and Justifications for War in a Terrorist Age
il ricercatore Jim A. Kuypers "trovò delle massicce faziosità in parte della stampa". Egli chiamò i mass media un'"istituzione antidemocratica" nella sua conclusione. "Quello che è essenzialmente avvenuto dall'11 settembre è una ripetizione da parte di Bush degli stessi temi e "Immediatamente dopo l'11 settembre, i mass media (rappresentati da CBS, ABC, NBC, USA Today, New York Times e Washington Post) ripeterono i concetti di Bush, ma dopo 2 mesi iniziarono intenzionalmente ad ignorare alcune informazioni, reinserendo i temi di Bush o introducendo intenzionalmente nuove notizie per spostare l'attenzione".
Questo comportamento viola un'importante funzione della stampa, che consiste nel riferire un punto di vista alternativo. "In breve", spiega Kuypers, "se qualcuno avesse fatto affidamento solo ai mass media per ottenere informazioni, non avrebbe avuto idea di quello che il presidente stava effettivamente dichiarando. Fu come se la stampa riferisse un discorso diverso". Kuypers esaminò i temi sull'11 settembre e sulla guerra al terrore utilizzati dal Presidente, e li comparò con i temi utilizzati dalla stampa quando veniva riferito ciò che aveva detto il Presidente.
"Il Framing è un processo nel quale i comunicatori, consciamente o inconsciamente, agiscono per costruire un punto di vista che incoraggi l'interpretazione dei fatti di una data situazione in un particolare modo.", scrive Kuypers. Queste scoperte suggeriscono una disinformazione pubblica sulla giustificazione e sui piani del governo relativi alla guerra al terrore.
Altri hanno suggerito che la copertura stampa ha contribuito a rendere il pubblico confuso e disinformato sia sulla natura che sul livello di minaccia posta dal terrorismo agli Stati Uniti. Nel suo libro Trapped in the War on Terror, il politologo Ian S. Lustick afferma "I media hanno fornito costante attenzione a possibili catastrofi provocate dal terrorismo e ai fallimenti e alla debolezza della risposta governativa." Lustick sospetta che la guerra al terrore sia disconnessa alla reale ma remota minaccia che costituisce il terrorismo, argomentando che una generalizzata guerra al terrore ha iniziato a giustificare l'invasione dell'Iraq, ma successivamente ha continuato di vita propria, alimentata dai media.
L'analisi del mass mediologo Stephen D. Cooper nel libro Watching the Watchdog: Bloggers As the Fifth Estate contiene molti esempi di controversie riguardanti i resoconti dei mass media sulla guerra al terrorismo. Copper scoprì che molte agenzie giornalistiche dovettero ritrattare o modificare degli articoli a causa della scoperta, da parte di autori di blog, di inaccuratezze su fatti oggettivi o dell'assenza di verifiche dei fatti prima della pubblicazione.
Copper rilevò che alcuni blogger specializzati nella critica della copertura mediatica avanzavano quattro argomentazioni:
1. i resoconti dei mass media sulla guerra al terrorismo frequentemente contenevano fatti non veri. In alcuni casi questi errori non venivano corretti, oppure le correzioni erano in secondo piano rispetto alla rilevanza fornita alla notizia
2. i mass media non avrebbero in alcuni casi controllato la provenienza delle informazioni o delle immagini provenienti da fonti irachene locali
3. spesso gli articoli contenevano faziosità; in particolare, le interviste ai "passanti" erano spesso utilizzate come rappresentazione dell'intera opinione pubblica, invece di indagini statistiche metodologiche
4. infine, i resoconti dei mass media tendevano ad essere concentrati nelle aree più violente dell'Iraq, invece di quelle calme